# بوژیدار درنوواتس
بوژیدار درنوواتس (انگلیسی: Božidar Drenovac; ۲ ژانویهٔ ۱۹۲۲ – ۲۴ ژوئیهٔ ۲۰۰۳) بازیکن فوتبال اهل یوگسلاوی بود.
از باشگاه‌هایی که در آن بازی کرده‌است می‌توان به باشگاه فوتبال ستاره سرخ بلگراد، باشگاه فوتبال یوگسلاویا، و باشگاه فوتبال پارتیزان اشاره کرد.
وی همچنین در تیم ملی فوتبال یوگسلاوی بازی کرده‌است.